# Мещеряков Володимир Михайлович
Володимир Михайлович Мещеряков (рос. Владимир Михайлович Мещеряков; * 20 березня 1937, Калінінський, Московська область — † 16 лютого 1982, Москва) — радянський футболіст. Захисник, виступав, зокрема за «Зеніт» (Ленінград), «Торпедо» (Москва), «Спартак» (Москва) і «Шахтар» (Донецьк). Майстер спорту СРСР.

## Життєпис
Вихованець «Зеніта» (Калінінград, Московська область).
Грав за команди: «Зеніт» (Калінінград, Московська область), «Зеніт» (Ленінград), «Торпедо» (Москва), «Спартак» (Москва), «Шахтар» (Донецьк), «Карпати» (Львів) і «Металург» (Тула).
У 1970-х роках працював тренером у ФШМ (Москва).